# Lucius Licinius Sura
Lucius Licinius Sura was een invloedrijke Romeinse senator uit de Hispaanse stad Tarraco. Sura was een goede vriend van keizer Trajanus. Hij bracht het drie keer tot consul - uitzonderlijk voor een persoon die geen deel uitmaakte van de keizerlijke familie. Zijn consulaten vielen in de jaren 93 (of misschien 97), 102 en 107 n.Chr.
Plinius de Jongere schreef aan Lucius Licinius Sura een brief met daarin de vraag naar zijn mening over het bestaan van geesten. [brieven van Plinius, deel VII, 27]
In de periode 97-98 was hij korte tijd gouverneur van de Romeinse provincie Germania Inferior (het zuiden van Nederland, Oost-België en het Rijnland). 
In het begin van de tweede eeuw liet hij de thermen van Licinius Sura in het oude Rome bouwen.